# Katsutomo Ōshiba
Katsutomo Ōshiba (大柴 克友?, Ōshiba Katsutomo; Yamanashi, 10 maggio 1973) è un allenatore di calcio ed ex calciatore giapponese, di ruolo attaccante, collaboratore tecnico del Ventforet Kofu.